# Dyton Chimwaza
Dyton Chimwaza (nascido em 9 de fevereiro de 1957) é um ex-ciclista malauiano que representou seu país nos Jogos Olímpicos de Verão de 1984 e 1988.